# サラ・ジョイ・ブラウン
サラ・ジョイ・ブラウン（Sarah Joy Brown, 1975年2月18日 - ）は、アメリカ合衆国の女優。カリフォルニア州ユーレカ出身。

## 人物
デビュー作は『バーチャル戦士トゥルーパーズ』のケイリン・スター役。『ジェネラル・ホスピタル』のカーリー・コリントスでデイタイム・エミー賞を3度受賞している。
作曲家のシュキ・レヴィは元婚約者で、間に娘がいる。

## 出演作品

### テレビ
- バーチャル戦士トゥルーパーズ（ケイリン・スター）
- パワーレンジャー・ジオ（ヘザー・トンプソン）
- キャッスル 〜ミステリー作家は事件がお好き
- クローザー
- コールドケース3（ジョジー・サットン）
- ジェネラル・ホスピタル（カーリー・コリントス、クラウディア・ザッカラ）
- WITHOUT A TRACE/FBI 失踪者を追え!

### 映画
- エンジェル・アポカリプス
- ビッグママ・ハウス2